# Thalassironus americanus
Thalassironus americanus is een rondwormensoort uit de familie van de Ironidae. De wetenschappelijke naam van de soort is voor het eerst geldig gepubliceerd in 1986 door Keppner.